# Mariatou Diarra
Mariatou Diarra (20 de novembro de 1985) é uma basquetebolista malinesa.

## Carreira
Mariatou Diarra integrou a Seleção Malinesa de Basquetebol Feminino em Pequim 2008, terminando na décima-segunda posição.